# Gerhard II. von Paris
Gerhard II. von Paris (* um 800; † um 877), französisch Gérard oder Girart, Graf von Paris (comte de Paris), Graf von Vienne (comte de Vienne), war ein fränkischer Adliger aus dem Haus der Gerhardiner/Matfriede. Er diente als Inspiration für zwei Chanson de geste des späten 12. Jahrhunderts: Girart de Vienne und Girart de Roussillon.

## Biografie
Gerhard war der Sohn von Leuthard, Graf von Fézensac, und dessen Frau Grimhild, einer burgundische Prinzessin. Um 818 heiratete er Bertha, Tochter des Hugo von Tours und Schwester der Kaiserin Irmingard von Tours; somit war Gerhard Schwippschwager des Kaisers Lothar I.
Seit 837/38 war Gerhard Graf von Paris in den Diensten Ludwigs des Frommen. Nach dessen Tod 840 wechselte er zu Lothar I. Nach der Reichsteilung 843 verlor Gerhard die Grafschaft Paris, erhielt aber 844 die Grafschaft Vienne und Lyon. Ab 855/56 war er für seinen angeheirateten Neffen Karl von der Provence Verwalter des Königreichs Provence. 863 wurde Lothar II. Nachfolger Karls von der Provence. 870 eroberte Karl der Kahle Vienne, und Gerhard zog sich mit seiner Frau nach Avignon zurück, das Ludwig II. gehörte.
Gerhard zeichnete sich in etlichen kriegerischen Auseinandersetzungen aus, etwa gegen die Sarazenen (842, 846) oder die Normannen (860). Auch war er öfters in diplomatischer Mission erfolgreich, etwa bei der Vermittlung zwischen Ludwig dem Frommen und seinen Söhnen oder als Königsbote in Italien.
Gerhard und seine Frau gründeten 858/59 auf ihren Ländereien die Klöster Vézelay und Pothières, die sie dem Papst übertrugen.